# Drosophila pinguis
Drosophila pinguis är en tvåvingeart som först beskrevs av Walker 1865.  Drosophila pinguis ingår i släktet Drosophila och familjen lövflugor. Inga underarter finns listade i Catalogue of Life.